# Také andělé jedí fazole
Také andělé jedí fazole (v originále Anche gli angeli mangiano fagioli) je italský komediální film z roku 1973 v hlavní roli Budem Spencerem.

## Děj filmu
Děj se odehrává na konci 20. let 20. století. Snílek Sonny (Giuliano Gemma) se připlete k šatně boxera Charlieho (Bud Spencer) a vyslechne jeho rozhovor s místními mafiány, kteří mu vyhrožují, že jestli v následujícím zápase vyhraje, pak ho oddělají. Charlie přesto vyhraje a před mafiány se dá na útěk. Oba muži se setkávají později, když Charlie stojí ve frontě na misku polévky, kterou vydává Armáda spásy. Fronta i s armádou má však být rozehnána policií a oba se s policisty porvou. To zaujme pozornost dvou mafiánů, kteří přísluší právě do mafie, která vyhrožovala Charliemu. Všichni čtyři se setkávají a mafiáni nabídnou oběma mužům místo. Oba to přijmou a jsou odvedeni na pohovor k mafiánskému kmotrovi Donu Angelovi (Robert Middleton).
Donu Angelovi se pár zalíbí a zaměstná je jako vymahače dluhů. Při svém prvním vymáhání dluhů však nejsou úspěšní – první dlužník je mrtvý, druhý se chystá spáchat sebevraždu a v třetím případě jsou oba šokovaní, když se seznámí s rodinou, která je tak na mizině, že už několik dní nejedla a jedno z dětí, batole, je vyživováno jen několikrát požitou peckou od broskve. Místo, aby od rodiny získali peníze naopak oni dají peníze jí. Aby však svému kmotrovi přinesli alespoň nějaké peníze a situace nebyla nápadná, rozhodnou se vykrást nedalekou banku, k jejich smůle ale již zkrachovala. Nakonec svůj problém vyřeší tak, že se vydají na území konkurenční mafie, což ale mezi oběma klany vyvolá válku. Do situace se pustí i policie, která hodlá oba muže zatknout. Nakonec se však oběma podaří ze situace vyjít bez úhony a Charlie se vrací zpět do ringu.

## Obsazení
| Bud Spencer       | Charlie Smith, boxér           |
| Giuliano Gemma    | Sonny                          |
| Robert Middleton  | Don Angelo, mafiánský kmotr    |
| Bill Vanders      | policejní inspektor Mackintosh |
| Steffen Zacharias | Gerace                         |
| Víctor Israel     | Giudà                          |
| Lara Sender       | Geracova manželka              |
| Riccardo Pizzuti  | Angelovo mafián                |
| George Rigaud     | senátor O'Riordan              |
| Claudio Ruffini   | rozhodčí boxu                  |